# Berijming
Een berijming is een op rijm gezette tekst die oorspronkelijk niet rijmde. In brede zin is berijming ook het in poëtische vorm omzetten van een prozatekst, waarbij het eindresultaat dan dus niet per se hoeft te rijmen, maar wel gekenmerkt wordt door andere typische eigenschappen van poëzie, zoals metrum, herhaling of refreinen. 
De bedoeling van een berijming is meestal dat de oorspronkelijke tekst makkelijker is te memoriseren, tevens dat het zo eenvoudiger op muziek gezet kan worden - wat het memoriseren nog weer verder vergemakkelijkt.
Het woord wordt vooral gebruikt voor de berijmingen van de Psalmen uit de Bijbel, zoals de Geneefse psalmen, die nog veelvuldig in traditioneel christelijke kerken worden gezongen. Een moderne vorm zijn de Psalmen voor Nu.